# Phyciodes morpheus
Phyciodes morpheus är en fjärilsart som beskrevs av Fabricius 1775. Phyciodes morpheus ingår i släktet Phyciodes och familjen praktfjärilar. Inga underarter finns listade i Catalogue of Life.